# Eldningsförbud
Eldningsförbud på grund av brandrisk utfärdas i Sverige och varning för skogsbrand och varning för gräsbrand i Finland, då brandrisken i naturen är särskilt stor på grund av torka. Då de förstnämnda varningarna utfärdats är i allmänhet all form av öppen eld, med vissa undantag, förbjuden i skog och mark på de berörda områdena.
Oberoende av eldningsförbud, varningar och prognoser för risknivån är det den som tänder och övervakar en eld som har ansvaret för att elden inte sprider sig. Fuktförhållandena kan variera lokalt, till exempel på grund av regnskurar som lämnat vissa områden torrare än andra. Också då brandfaran inte är särskilt stor kan oförsiktig hantering av eld leda till eldsvåda.

## Eldningsförbud i Sverige
I Sverige utfärdas eldningsförbud av länsstyrelsen eller kommunen. Kartor över områden med olika typer av brandrisk finns under brandrisksäsongen tillgängliga på MSB:s webbplats, men dessa är endast rådgivande. Information om eldningsförbud fås normalt genom lokala media eller kommuners och länsstyrelsers webbplatser.
Eldningsförbud bygger på förordning (2003:789) om skydd mot olyckor, 2 kap 7 §:
En länsstyrelse och en kommun får meddela föreskrifter om förbud helt eller delvis mot eldning utomhus samt om liknande förebyggande åtgärder mot brand.

## Varningar i Finland
I Finland utfärdas skogsbrandsvarning av Meteorologiska institutet. Varningen utfärdas länsvis, utom i Lappland, där varningen också kan utfärdas kommunvis. Tiden då varningar utfärdas sträcker sig normalt från början av maj till slutet av september. Varning för gräsbrand utfärdas vid behov från april till maj. Varningarna förmedlas i samband med väderprognoserna.
Uppgörande av öppen eld förutsätter i Finland alltid markägarens tillstånd, utom i nödsituationer. Varning för skogsbrand binder även markägaren och dem som fått sådant tillstånd. Uppgörande av öppen eld är då förbjuden också på särskilt utmärkta eldplatser. 
Utfärdande av skogsbrandsvarning bygger på räddningslagens (13.6.2003/468) 27 §, 2 mom.:
Meteorologiska institutet skall utfärda varning för skogsbrand för områden där väderleken anses medföra uppenbar fara för skogsbrand. Meteorologiska institutet skall se till att information om varningen för skogsbrand sprids i nödvändig omfattning.